# 帕维乌·纳斯图拉
帕维乌·纳斯图拉（波蘭語：Paweł Nastula，1970年6月26日—），波兰男子柔道运动员。他曾代表波兰参加1992年、1996年和2000年夏季奥林匹克运动会柔道比赛，其中1996年奥运会获得一枚金牌。